# Dacia (Schiff, 1907)
Die Dacia war ein 1907 gebautes rumänisches Fracht- und Fahrgastschiff, das im Ersten Weltkrieg als russischer Hilfskreuzer Dakija und in den Wirren des russischen Bürgerkrieges God hieß. 1918 kam es kurz in deutsche Hände und fuhr in der Zwischenkriegszeit wieder als Dacia unter rumänischer Flagge. Im Zweiten Weltkrieg setzte die rumänische Marine sie als Minenleger ein. 1944 übernahm sie die Sowjetunion als Schulschiff Desna, später als Wohnschiff PKZ-34, bis es 1961 abgewrackt wurde.

## Bau und technische Daten
Wie ihre Schwesterschiffe Romania und Împăratul Traian wurde die Dacia von der staatlichen rumänischen Reederei Serviciul Maritim Român (S.M.R.) bei der Société Anonyme des Ateliers et Chantiers de la Loire in Saint-Nazaire bestellt und gebaut. Sie lief dort am 12. Februar 1907 vom Stapel und wurde Dacia getauft – dem lateinischen Namen der römischen Provinz Dakien im heutigen Rumänien.
Ihre Länge betrug 109,00 Meter über alles, sie war 12,70 Meter breit und wies einen Tiefgang von 5,50 Metern auf. Sie hatte eine Konstruktionsverdrängung von 4515 Tonnen, war mit 3418 BRT bzw. 1364 NRT vermessen und hatte eine Tragfähigkeit von 5500 tdw. Der Antrieb bestand aus zwei Dreizylinder-Dreifach-Verbunddampfmaschinen mit fünf Einender-Zylinderkesseln, deren Leistung 7000 PS betrug. Diese wirkten auf zwei Schrauben, der Dampfer erreichte eine Geschwindigkeit von maximal 18,0 Knoten. 102 Passagiere konnten in der Ersten, 50 in der Zweiten und 154 in der Dritten Klasse sowie auf Deck befördert werden. Die Besatzung bestand aus 75 Mann. Als Bewaffnung trug sie im Ersten Weltkrieg vier 101-mm-Geschütze und zwei 75-mm-Flak, im Zweiten Weltkrieg drei 105-mm-Geschütze, zwei 20-mm-Flak und – je nach Typ – bis zu 200 Minen.

## Geschichte

### Vorkriegszeit
Nach Ablieferung an die Reederei Serviciul Maritim Român erreichte die Dacia ihren neuen Heimathafen Konstanza in Rumänien am 5. Juli 1907. Zusammen mit der Împăratul Traian, der Romania und der Regele Carol I bediente sie die kurz zuvor neu eingerichtete bw. nun verlängerte Linie zwischen Konstanza, Istanbul, Piräus und Alexandria. Mit Beginn des Ersten Weltkrieges wurden die Fahrten am 23. Juli 1914 zunächst ausgesetzt und die Linie kurze Zeit später ganz geschlossen. Die Dacia wurde wie die anderen Schiffe auf der Donau aufgelegt, wo sie bis September 1916 verblieb.

### Erster Weltkrieg
Mit dem Kriegseintritt Rumäniens auf Seiten der Entente überließ die rumänische Regierung 1916 die Dacia wie andere Schiffe der russischen Marine, die das Schiff zum Hilfskreuzer und Flugzeugmutterschiff umbauen ließ. Bis 29. November 1916 erhielt das Schiff vier 101-mm-Geschütze, zwei 75-mm-Flak und zwei Seeflugzeuge und den Namen Dakija (Дакия), In der Folge wurde das Schiff abwechselnd als Hilfskreuzer wie auch als Flugzeugmutterschiff bezeichnet. Zugleich verwendete die russische Marine das Schiff auch als Transporter. Die rumänische Besatzung von 37 Offizieren und Mannschaften verblieb an Bord des Schiffes und wurde durch etwa 150 russische Seeleute ergänzt. Das Kommando übernahm ein russischer Seeoffizier.
Die Dakija wurde der russischen Kreuzer-Division zugewiesen, die die Einfahrt zum Bosporus bewachte. Hauptaufgabe dieser Blockadeeinheiten war, das Ausbrechen der osmanischen (und deutschen) Schiffe aus dem Bosporus ins Schwarze Meer zu verhindern. Die russische Kreuzer-Division führte immer wieder Beschießungen der osmanischen Küste durch – am Bosporus ebenso wie an unterschiedlichen Häfen und lieferte sich Artillerieduelle mit der türkischen Küstenartillerie. Zudem führte das Schiff Truppentransporte durch.
Ein Jahr später, im Februar 1918, geriet das Schiff in den Wirren des russischen Bürgerkrieges kurzzeitig in die Hände der Kommunisten: Das Schiff befand sich zu dieser Zeit im Hafen von Sewastopol auf der Krim und fiel in die Hände der provisorischen russischen Regierung. Das Schiff wurde in God (год) umbenannt, kam bereits am 1. Mai 1918 in den Besitz deutscher Truppen in Sewastopol und wurde nach dem Frieden von Bukarest an Rumänien zurückgegeben.

### Zwischen den Weltkriegen
Nach Ende des Ersten Weltkrieges erhielt die frühere Reederei, die Serviciul Maritim Român, das Schiff zurück und gab ihr wieder den alten Namen Dacia. Die SMR führte den Passagierverkehr fort und setzte das Schiff wieder auf der Route zwischen Konstanza, Istanbul, Piräus und Alexandria ein. Am 1. Mai 1923 wurde der Linienverkehr mit der neuen Route Konstanza – Haifa – Jaffa erweitert und die Dacia fuhr zunächst einmal im Monat auf dieser Route, ab 1925 zweimal im Monat. 1927 fing das Schiff Feuer und musste zur Reparatur in die Werft. 1930 kehrte es in den Liniendienst zurück und fuhr bis 1939 weiter auf dieser Route.

### Zweiter Weltkrieg
Nach dem Kriegseintritt Rumäniens auf Seiten der Achsenmächte im Juni 1941 requirierte die rumänische Marine die Dacia und ließ sie bis Oktober zum Hilfsminenleger (Minenschiff) und Hilfskreuzer umbauen. Dabei erhielt sie drei 105-mm-Geschütze, zwei 20-mm-Flak und konnte bis zu 200 Minen aufnehmen. Anschließend wurde das Schiff unter Beibehaltung des Namens der 6. Sektion zugewiesen, der neben der Dacia das Minenschiff Regele Carol I angehörte.
Der erste Einsatz zum Werfen einer Minensperre folgte im Oktober 1941. Zusammen legten die beiden Minenschiffe Dacia und Regele Carol I sowie der Minenleger Amiral Murgescu vom 7. Oktober bis 16. Oktober Sperren an der bulgarischen Küste. Eskortiert wurden die drei Schiffe von den rumänischen Torpedobooten Sborul, Naluca, Smeul (Năluca-Klasse), den Kanonenbooten Ghigulescu und Dumitrescu. Zeitweise gehörten auch die bulgarischen Torpedoboote Smeli, Derzky und Khabri zur Sicherung, beim An- und Abmarsch auch rumänische Zerstörer. Bis zum 10. Oktober wurden zunächst vier Sperren und eine Teilsperre geworfen. Am 10. Oktober geriet die Regele Carol I kurz nach dem Auslaufen aus Warna mit 150 Minen an Bord auf eine vom U-Boot L-4 gelegte Mine und sank innerhalb von 13 Minuten. Auf diesen Minensperren sanken später mehrere sowjetische U-Boote: S-34 im November, Shch-204 im Dezember 1941 und L-24 im Dezember 1942.
Das Schiff nahm dann an den meisten Minelegeunternehmen der Achsenmächte im Schwarzen Meer teil: Vom 26. bis 28. März 1942 verstärkte die Dacia zusammen mit der Amiral Murgescu die Sperren zwischen Midia und der Insel Tuzla in der Straße von Kertsch, die dort 1941 gelegt worden waren. Am letzten Tag dieses Unternehmens griffen sowjetische Bomber den Verband an und beschädigten die Dacia. Nach der Reparatur nahm sie am 14./15. Mai an der nächsten Unternehmung nördlich von Sulina teil.
Im Anschluss bereiteten die deutsch-rumänischen Seestreitkräfte ein Minenunternehmen an der Krim vor: Vom 24. bis 27. Juni 1942 legten die Amiral Murgescu und die Dacia Flankensperren gegen sowjetische U-Boote in der Odessa-Bucht. Gesichert wurden sie dabei wieder von den Zerstörern Regele Ferdinand, Regina Maria und Marasestri, den Kanonenbooten Ghigulescu, Stihi und Dumitrescu, dem Torpedoboot Smeul und deutschen Räumbooten der Donau-Flottille. Auf diesen Sperren sanken im August und September die sowjetischen U-Boote M-33 und M-60. Im Herbst 1942 legte die Dacia zusammen mit der die Amiral Murgescu am 5. November 1942 eine U-Boot-Sperre bei der Insel Serpilor vor der rumänisch-ukrainischen Grenze. Von November 1942 bis September folgten Verstärkungen von Minensperren nördlich von Sulina und im Bereich von Konstanza.
Im Laufe des Jahres 1943 wurden die 1941 vor Konstanza gelegten Minensperren erneuert. Diese waren durch Seegang und Eisdrift gelichtet und wurden durch drei neue Teilsperren ergänzt. Beteiligt an dieser Aktion waren auch die Amiral Murgescu, Romania und Dacia mit Einsätzen vor Sulina, dem Bosporus und in der Eupatoria-Bucht. Die Schiffe fuhren bei diesen Einsätzen unter rumänischer Führung, allerdings nach deutschen Plänen.
Im Mai 1944 beteiligten sich alle fahrbereiten rumänischen Schiffe an der Evakuierung rumänischer und deutscher Truppen von der Krim. An der „Operation 60.000“ war die Marine mit Sicherungs- und Transportaufgaben beteiligt. Die Dacia und Amiral Murgescu gehörten zum letzten Konvoi, der Chersones verließ. Anschließend soll das Schiff noch im Laufe des Jahres 1944 in deutsche Hände gefallen sein, wurde am 20. August durch einen sowjetischen Luftangriff erneut schwer beschädigt und soll dann von den Deutschen verlassen worden sein.

### In der sowjetischen Schwarzmeerflotte
Im August 1944 hatten sowjetische Truppen weite Gebiete zurückerobert, und am 23. August 1944 fand in Rumänien der Staatsstreich statt, infolge dessen Rumänien vor der Sowjetunion kapitulierte und die ersten sowjetischen Marineeinheiten Konstanza am 30. August erreichten. Am 5. September enterten sowjetische Truppen die im Hafen liegenden Schiffe, internierten die Besatzungen und beschlagnahmten alle Schiffe – darunter die Dacia.
Einige Schiffe wurden später an Rumänien zurückgegeben, die Dacia jedoch nicht. Sie wurde in einen russischen Hafen geschleppt und am 4. November 1944 als Schulschiff Desna der Schwarzmeerflotte in Dienst gestellt. Bereits 1951 wurde das Schiff zur Wohnhulk umklassifiziert. Am 9. September 1960 wurde es schließlich aus der Flottenliste gestrichen und ein Jahr später im Golf von Inkerman auf der Krim abgewrackt.